# شکیرا مارتین
شکیرا مارتین (انگلیسی: Shakira Martin; ۱ ژوئن ۱۹۸۶ – ۳ اوت ۲۰۱۶) مدل اهل ایالات متحده آمریکا بود. او ۱ ژوئن ۱۹۸۶ در بروکلین به دنیا آمد. او  در براوارد کالج تحصیل کرد و پیش از آنکه وارد دنیای مد شود معلم پیش دبستانی بود. 